# Arbeiderswoning

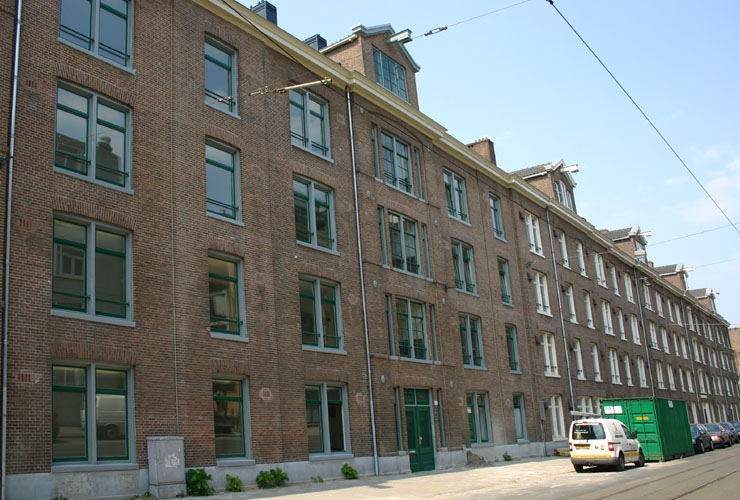
Het modelblok arbeiderswoningen uit 1856 van de Vereeniging ten behoeve der Arbeidersklasse te Amsterdam, gerestaureerd in 2006 (Planciusstraat)

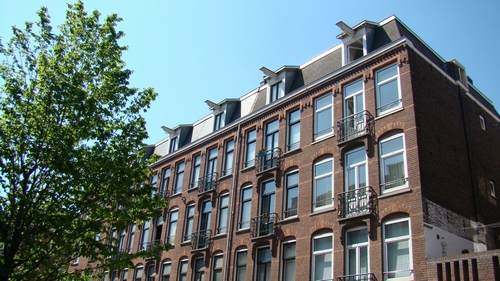
Revolutiebouw in de Staatsliedenbuurt, Amsterdam

Een arbeiderswoning, ook wel volkswoning genoemd, is een type woning dat bedoeld is om te verhuren aan arbeiders en ambachtslieden met hun families en gezinnen. Deze (meestal) kleine woningen werden speciaal voor deze doelgroep gebouwd vanaf de tweede helft van de 19e eeuw. In middelgrote steden zoals Haarlem, Leiden en Alkmaar en op het platteland waren deze woningen meestal grondgebonden en werden deze twee aan twee of in een rijtje gebouwd. In grote steden konden arbeiderswoningen door de hoge grondprijzen en de kosten van paalfundering doorgaans alleen in woningbouwcomplexen worden gerealiseerd, waarin veelal portiekwoningen met een of twee kamers gestapeld en rug-aan-rug een plek kregen. Ook met revolutiebouw door speculanten in stadsuitbreidingswijken werd vanaf 1870 tegemoetgekomen aan de grote vraag naar arbeiderswoningen in de grote steden. Landelijk kwam de bouw van arbeiderswoningen in Nederland pas goed op gang na de invoering van de Woningwet in 1902.

## Handwerkers
Aan de onderkant van elke samenleving bevinden zich doorgaans de laagstbetaalden of minvermogenden, die weinig te besteden hebben voor huisvesting. In vroeger eeuwen werden deze mensen in ons taalgebied ambachtslieden, handwerkers of arbeiders genoemd. De meesten woonden doorgaans met hun kinderrijke gezinnen in de steden, in kleine, bouwvallige en goedkope panden waar de middenstand of de elite niet meer in wilde wonen, zoals krotten of gebrekkige panden in mindere buurten. Tijdens de verstedelijking, de enorme toeloop van landarbeiders naar de stad tijdens de periode van industrialisatie in de negentiende eeuw, en door een jarenlang geboorteoverschot, ontstond een groot tekort aan huisvesting voor de nieuwe inwoners van de steden. Pandeigenaren deelden hun oude woningen op in steeds kleinere eenheden, zodat er aan meer gezinnen verhuurd kon worden. Zelfs stegen en binnenplaatsen werden provisorisch overdekt en als woonruimte verhuurd. De hygiënische omstandigheden waren meestal bedroevend, armoede, werkloosheid en uitzichtloosheid leidden tot alcoholmisbruik, sociale onrust en criminaliteit, de kans op ziekten en epidemieën zoals cholera, tuberculose en tyfus was groot, het sterftecijfer was bij tijd en wijle erg hoog in deze buurten.

## Particulier initiatief

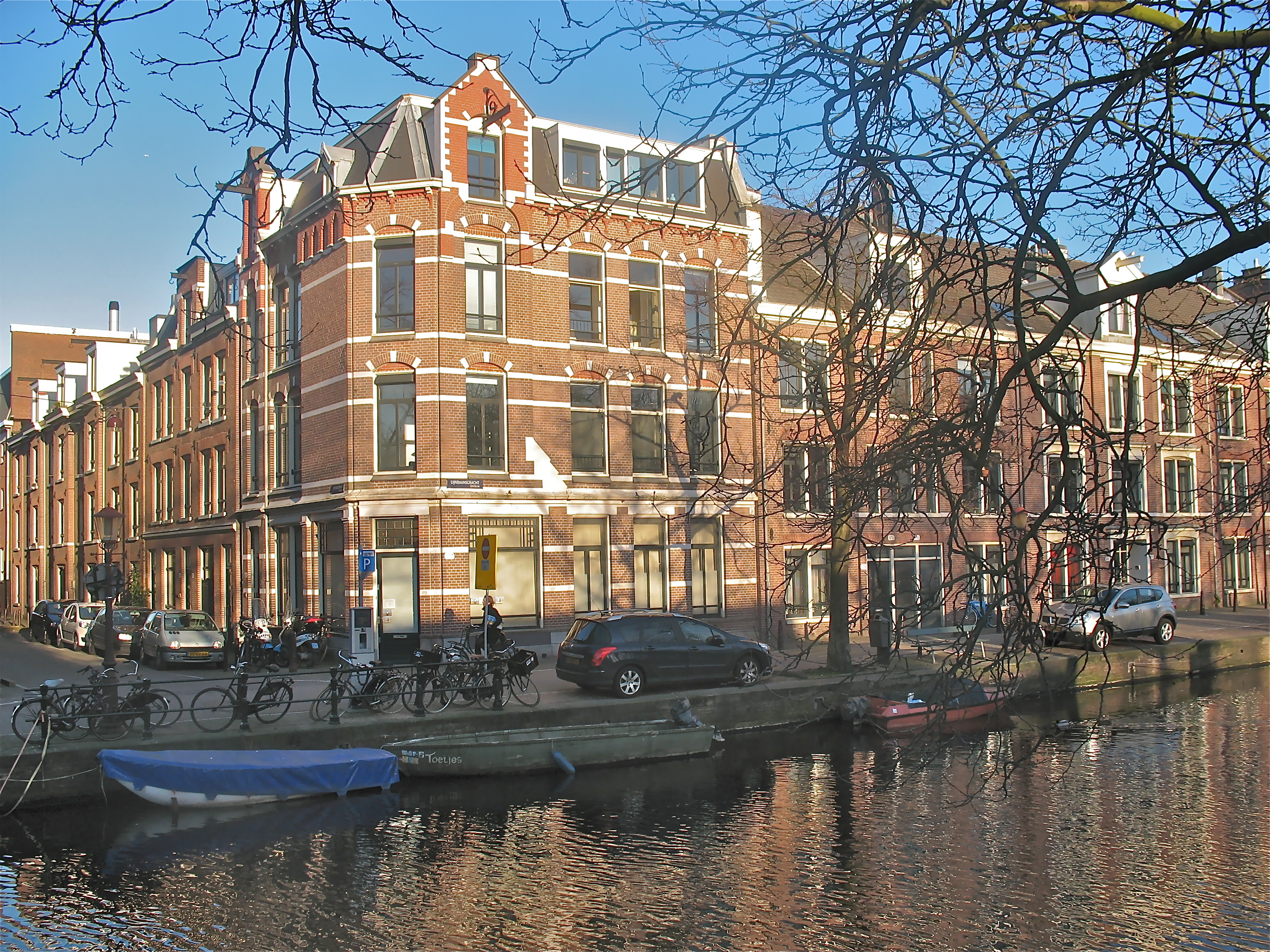
Concordia zuid hoek Elandsstraat-Lijnbaansgracht, Amsterdam van architect P.J. Hamer

Betrokken burgers in de steden uit de betere klassen met filantropische, sociaal-christelijke of economische motieven trokken zich het lot aan van de onderklasse, en gingen op zoek naar manieren om de huisvesting en de leefomstandigheden van het proletariaat te verbeteren. Dit werd namelijk door de heersende confessionele en liberale politieke klasse niet gezien als overheidstaak.
Via particulier initiatief werden de eerste woningen gebouwd die speciaal voor arbeiders waren bedoeld. In Amsterdam ontstonden de eerste initiatieven. De Vereeniging ten behoeve der Arbeidersklasse te Amsterdam (VAK) was in 1852 de eerste woningbouwvereniging van Nederland, die een voorbeeldfunctie probeerde te vervullen, bijvoorbeeld met hun eerste (model)blok rug-aan-rugwoningen aan het Amsterdamse Smalle Pad, tegenwoordig Planciusstraat. Zij zette zich in om woningen te bouwen die menswaardige huisvesting boden aan de arbeidersgezinnen in verpauperde buurten van Amsterdam, zoals de Jordaan. Aan de bewoners werden strenge eisen gesteld op het gebied van inkomen, gedrag en fatsoen, wat stelselmatig werd gecontroleerd.
Fameuze architecten die zich halverwege de 19e eeuw durfden te wagen aan het vraagstuk van betaalbare arbeiderswoningen in Amsterdam waren Pieter Johannes Hamer en Jan Leliman.

## Kleine woningen

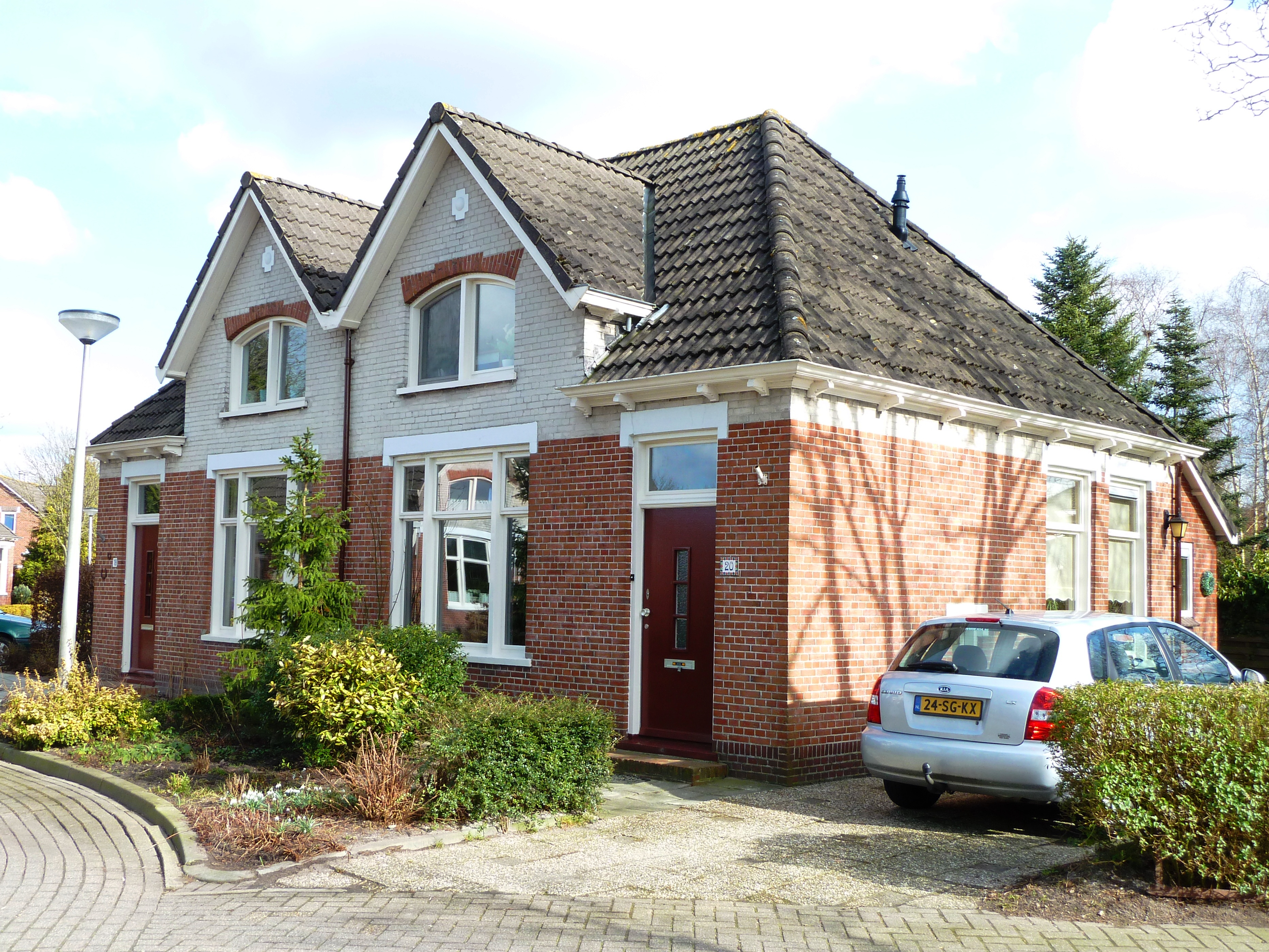
Arbeiderswoningen op het platteland, zoals hier in Bedum in Groningen, waren meestal wat ruimer.

Met menswaardige huisvesting voor de uitverkoren gezinnen werd in de tweede helft van de negentiende eeuw en de eerste decennia van de twintigste eeuw doorgaans een kleine woning bedoeld van 15 tot 20 vierkante meter, meestal met één kamer met bedsteden en soms twee kamers voor arbeidersgezinnen die dit konden betalen, meestal zonder stromend water, bad of douche, een alkoof met een stoof waar werd gekookt en een privaat (toilet), dat soms nog moest worden gedeeld met anderen in het complex. Op het platteland waren de arbeiderswoningen doorgaans wat ruimer, en hadden de woningen ook een eigen zolder met een of meer slaapvertrekken. De huur vanaf enkele kwartjes per week bleek voor de meeste arbeiders al problematisch ondanks kinderarbeid van zonen en dochters.

## Druppel op gloeiende plaat

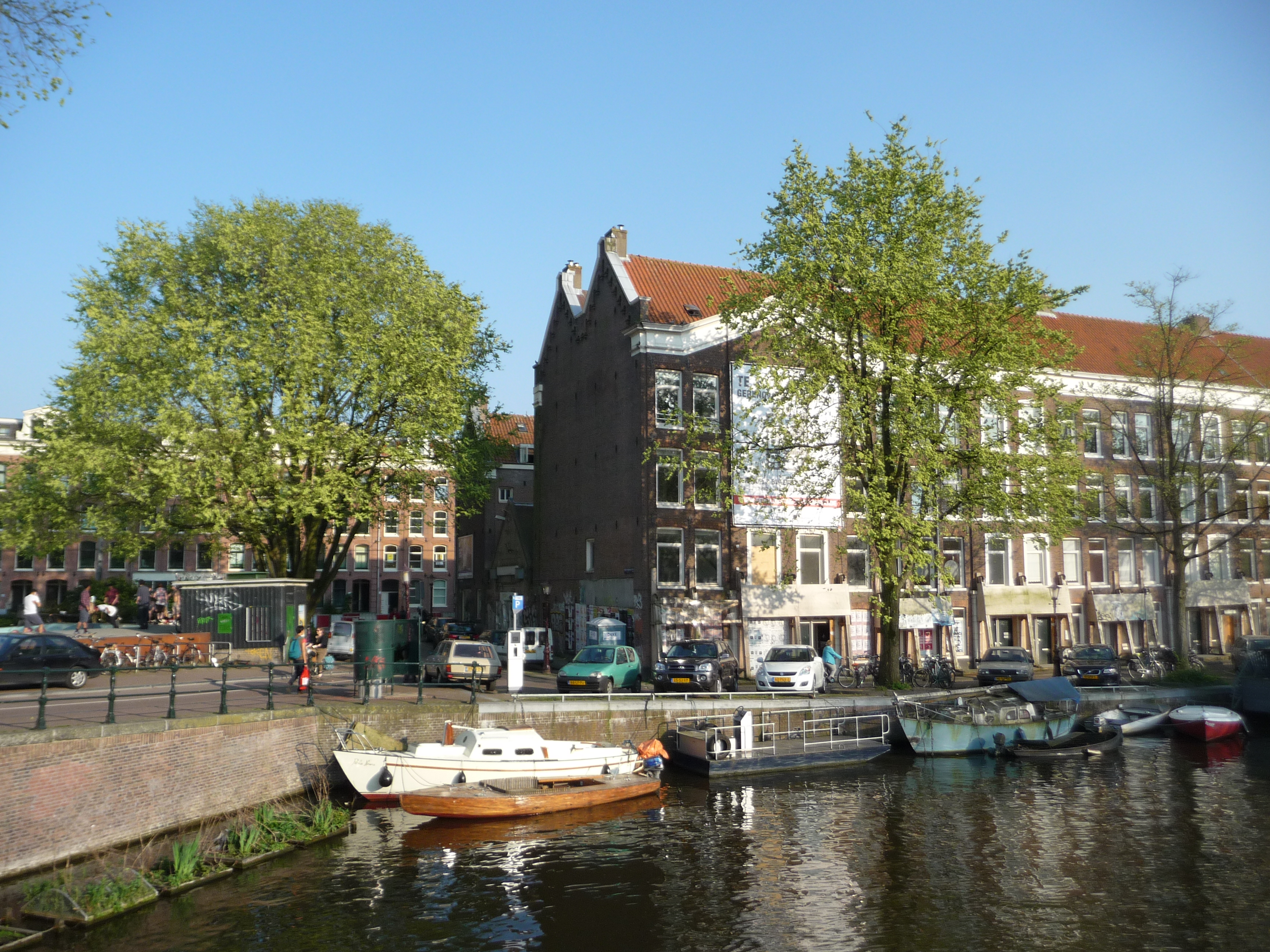
Arbeiderswoningen aan de Marnixkade bij de Singelgracht te Amsterdam, in 2011 na renovatie in de verkoop als kale afbouwwoningen door woningcorporatie Ymere.

In de praktijk bleek het zeer lastig om woningen te bouwen tegen een kostendekkende huurprijs die nog betaalbaar waren voor grote delen van de arbeidersbevolking. Ondanks de eenvoudige bouw en het kleine oppervlak per woning bleken de gebouwde woningen van de filantropisch ingestelde bouwmaatschappijen en bouwverenigingen slechts betaalbaar voor een beter geschoolde en betaalde bovenklasse van de arbeiders. Door de voortdurende toestroom van nieuwe arme landarbeiders naar de stad hebben de initiatieven weinig kunnen bijdragen aan het beëindigen van de slechte leefomstandigheden van de arbeidersklasse.

## Overheidstaak
Rond 1900 kwam men in brede kring tot het inzicht dat het bouwen van arbeiderswoningen en het opheffen van de erbarmelijke leefomstandigheden van laagbetaalde arbeiders niet mogelijk waren zonder overheidssteun. De steun voor overheidsingrijpen was dusdanig gegroeid, dat het kabinet-Pierson wet- en regelgeving daarop aanpaste, zoals de invoering van de Woningwet, de Gezondheidswet, de Leerplichtwet en de Ongevallenwet. Vooral dankzij de eerste twee wetten werd volkshuisvesting hoe langer hoe meer een overheidstaak, waarbij de woningcorporaties een doorslaggevende rol kregen in de twintigste eeuw.

## Norm verandert
Na de invoering van de Woningwet en navenante regelgeving werden arbeiderswoningen steeds vaker aangeduid met de term volkswoning of woningwetwoning. De norm wat als passende woonruimte moet worden beschouwd voor mensen uit de laagste sociale klassen in de Nederlandse samenleving, is in de loop der decennia steeds verder opgerekt. Voor een eenpersoonshuishouden wordt tegenwoordig al gerekend met 40 à 60 vierkante meter, waarbij een voorportaal, aanrechtblok, gas water en elektra, daglicht, ventilatie en natte cel tot de basisvoorzieningen worden gerekend die ook worden voorgeschreven door het Bouwbesluit. Eenkamerwoningen in (monumentale) woningbouwcomplexen uit de tweede helft van de 19e eeuw en de eerste decennia van de twintigste eeuw zijn soms aan de slopershamer ten prooi gevallen. Waar deze zijn gerenoveerd werden vaak meer woningen samengevoegd tot één woning en uitgebreid met douche en volwaardige keuken. Wanneer woningen niet konden worden samengevoegd, zijn deze na renovatie alleen nog geschikt bevonden voor huisvesting van bijvoorbeeld jongeren en studenten. Een voorbeeld daarvan zijn de Berlageblokken in Amsterdam-Oost.

## Arbeiderswijken

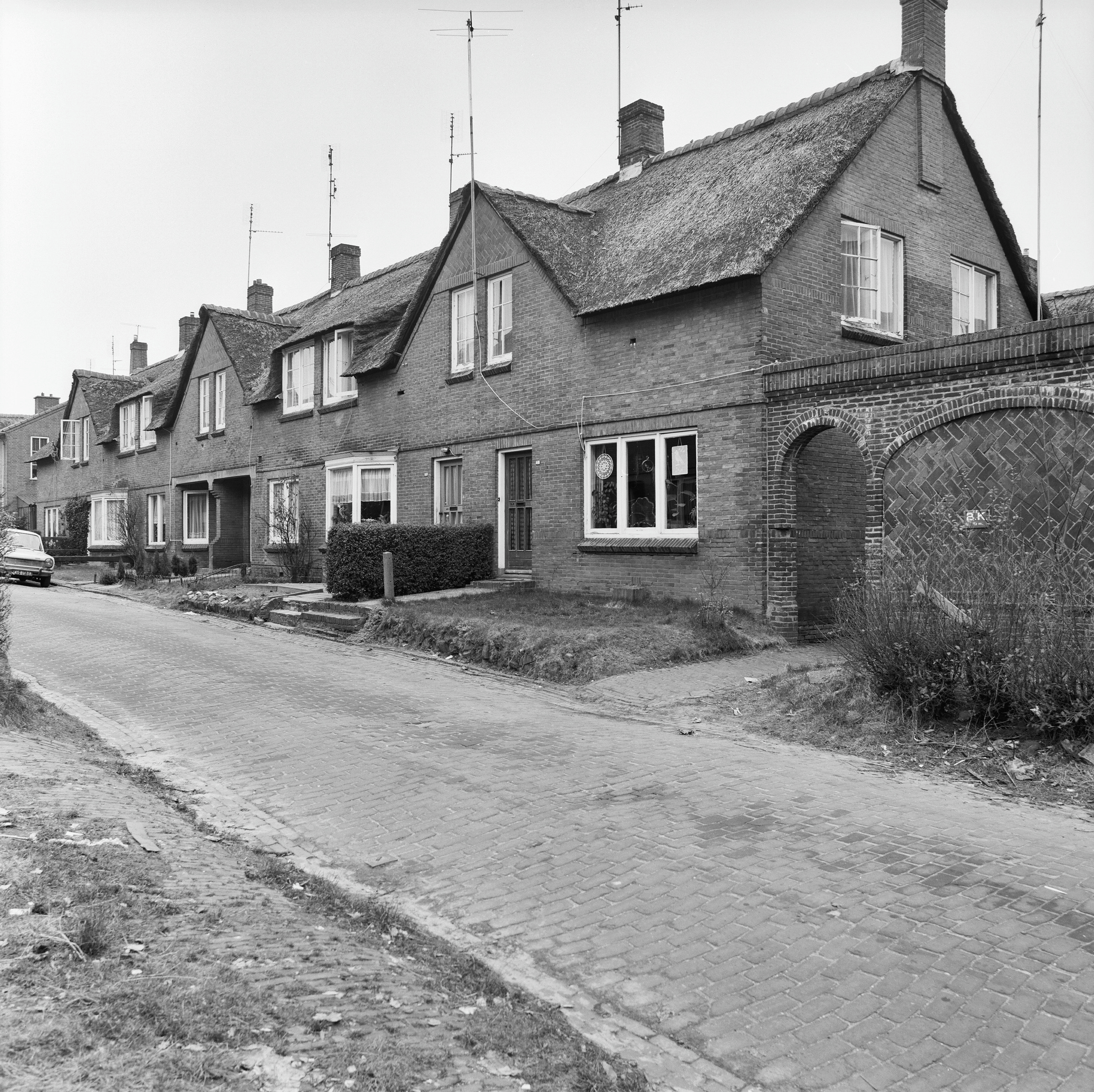
Arbeiderswoningen in Heveadorp (foto 1980)

Sommige fabrikanten lieten voor hun eigen arbeiders goedkope woningen bouwen. Waar dit op grote schaal gebeurde, ontstonden zelfs hele arbeiderswijken die vanuit dit particulier initiatief werden aangelegd. Een voorbeeld is het Agnetapark in Delft van de fabrikant van de Gistfabriek. De Hengelose machinefabrikant Stork liet het Tuindorp 't Lansink bouwen. De schoenfabriek Bata in Noord-Brabant liet het Batadorp bij Best bouwen. In de nabijheid van Doorwerth verrees in het begin van de 20e eeuw het door de rubberfabriek Hevea gestichte Heveadorp. Het Noord-Limburgse dorpje Griendtsveen en Noord-Brabantse dorpje Helenaveen zijn hiervan ook voorbeelden.

## Landarbeiderwoningen
Landarbeiders bewerkten vaak een stukje eigen grond en hielden ook wat vee. Daardoor waren hun woningen vaak moeilijk van keuterijen te onderscheiden. Goedkope kredietverlening in het kader van de Landarbeiderswet van 1918 maakte het voor sommige landarbeiders mogelijk een eigen woning te laten zetten.